# Новосільська сільська рада (Чорноморський район)
Новосі́льська сільська́ ра́да — адміністративно-територіальна одиниця та орган місцевого самоврядування в Чорноморському районі Автономної Республіки Крим. Адміністративний центр — село Новосільське.

## Загальні відомості
- Населення ради: 2 761 особа (станом на 2001 рік)

## Населені пункти
Сільській раді підпорядковані населені пункти:
- с. Новосільське
- с. Артемівка

## Склад ради
Рада складається з 20 депутатів та голови.
- Голова ради: Бурняшев Володимир Васильович
- Секретар ради: Іванкова Наталія Олександрівна

### Керівний склад попередніх скликань
| Прізвище, ім'я, по батькові    | Основні відомості                                                 | Дата обрання | Дата звільнення |
| ------------------------------ | ----------------------------------------------------------------- | ------------ | --------------- |
| Щипчинська Катерина Віталіївна | Сільський голова, 1953 року народження, позапартійна              | 26.03.2006   | 31.10.2010      |
| Бурняшев Володимир Васильович  | Сільський голова, 1952 року народження, освіта вища, безпартійний | 31.10.2010   |                 |

Примітка: таблиця складена за даними сайту Верховної Ради України

### Депутати
За результатами місцевих виборів 2010 року депутатами ради стали:

#### За суб'єктами висування
| Суб'єкт висування | Кількість обраних депутатів | %  |
| ----------------- | --------------------------- | -- |
| Партія регіонів   | 14                          | 70 |
| Самовисування     | 6                           | 30 |

#### За округами
| № округу        | Прізвище, ім'я, по батькові    | Дата визнання обраним | Освіта             | Партійна приналежність | Відомості про обраного депутата                                                                                  |
| --------------- | ------------------------------ | --------------------- | ------------------ | ---------------------- | --- |
| Партія регіонів |                                |                       |                    |                        | |
| 1               | Куліш Ганна Олексіївеа         | 04.11.2010            | вища               | позапартійна           | народний театр-студія при відділі культури, керівник                                                             |
| 2               | Логунова Раїса Мартинівна      | 04.11.2010            | середня спеціальна | член Партії регіонів   | медичний центр ДП «Мрія» Чорноморнафтогазсервіс, медична сестра                                                  |
| 3               | Соловйова Людмила Василівна    | 04.11.2010            | вища               | член Партії регіонів   | Чорноморська спеціальна загальноосвітня школа-інтернат І-ІІ ст., заступник директора з навчально-виховної роботи |
| 4               | Пліс Надія Павлівна            | 04.11.2010            | середня            | член Партії регіонів   | тимчасово не працює                                                                                              |
| 5               | Калетинець Лариса Миколаївна   | 04.11.2010            | вища               | член Партії регіонів   | районний методичний кабінет відділу освіти Чорноморської РДА, методист                                           |
| 6               | Большаков Андрій Олексійович   | 04.11.2010            | середня            | член Партії регіонів   | ООО «Сакська водна компанія», майстер                                                                            |
| 7               | Скворцова Олена Анатолівна     | 04.11.2010            | вища               | член Партії регіонів   | Новосільська загальноосвітня школа І-ІІІ ст., заступник директора з навчально-виховної роботи                    |
| 9               | Іванкова Наталія Олександрівна | 04.11.2010            | середня спеціальна | позапартійна           | Новосільська сільська рада, секретар                                                                             |
| 12              | Кирюшкіна Ірина Едуардівна     | 04.11.2010            | середня спеціальна | член Партії регіонів   | Новосільська загальноосвітня школа І-ІІІ ст., комірник                                                           |
| 13              | Голуб Віталій Володимирович    | 04.11.2010            | незакінчена вища   | позапартійний          | ВАТ «Укртелеком», електромеханик                                                                                 |
| 15              | Чернявський Сергій Вікторович  | 04.11.2010            | середня            | член Партії регіонів   | приватний підприємець                                                                                            |
| 17              | Давидов Сергій Юрійович        | 04.11.2010            | вища               | член Партії регіонів   | Державна інспекція з карантину рослин, начальник управління агропромислового розвитку                            |
| 19              | Питкевич Костянтин Юрійович    | 04.11.2010            | середня спеціальна | член Партії регіонів   | Ремонтна служба транспорту, слюсар                                                                               |
| 20              | Піткевич Наталія Василівна     | 04.11.2010            | середня спеціальна | член Партії регіонів   | Артемівський сільський клуб, завідувачка                                                                         |
| Самовисування   |                                |                       |                    |                        | |
| 8               | Усеінова Єдає Ісаївна          | 04.11.2010            | вища               | позапартійна           | приватний підприємець                                                                                            |
| 10              | Мензатов Різа Асанович         | 04.11.2010            | середня            | позапартійний          | приватний підприємець                                                                                            |
| 11              | Кізенко Вадим Митрофанович     | 14.02.2011            | середня спеціальна | позапартійний          | ДАО «Чорноморнафтогаз», майстер з ремонту свердловин                                                             |
| 14              | Очан Артем Андрійович          | 15.11.2010            | вища               | позапартійний          | приватний підприємець                                                                                            |
| 16              | Мукієнко Ольга Іванівна        | 04.11.2010            | середня спеціальна | позапартійна           | пенсіонер |
| 18              | Музафаров Нариман Сулейманович | 04.11.2010            | вища               | позапартійний          | «Роздольненьські тепломережі», електрик                                                                          |